# Бяла черква
 Тази статия е за града.  За манастира вижте Бяла черква (манастир).  
Бя̀ла чѐрква е град в Северна България. Той се намира в област Велико Търново, община Павликени. По данни на ГРАО към 15 септември 2023 г. в града живеят 2608 души по настоящ адрес и 2664 души по постоянен адрес.
Името на селището до 1879 година е Горни турчета. След Освобождението селото е преименувано от населението на Бяла черкова. През 1966 година името е променено на Бяла черква. По повод 100-годишнината от избухване на Априлското въстание в Бяла черква, през 1976 г. селището е обявено за град.

## География
Град Бяла черква се намира в Централна Северна България, в западната средна част на Великотърновска област, на територията на община Павликени (5 км). Бяла черква е второто по големина населено място на територията на общината. Градът е с над 2000 жители. В близост до него тече река Росица.

### Релеф
Разположен е на територии от средната част на Дунавската хълмиста равнина – в долината на р. Росица.

### Климат
Бяла черква попада в област с умереноконтинентален климат. Най-характерните белези са горещо лято, студена зима, голяма годишна амплитуда, близка до най-голямата за страната.
Безмразовият период е около 200 дни, а средната скорост на преобладаващите северозападни и западни ветрове е около 2 метра в секунда. От 10 до 15 процента от годишните валежи са от сняг, с често образуване на снежна покривка. Има типичен континентален характер с ясно изразено влияние на студените северни и северозападни въздушни маси. Лятото е горещо, зимата студена. Често явление са късните пролетни мразове.

### Почви
Черноземи, подходящи за отглеждане на селскостопански култури.

### Води
Бяла черква е разположен на брега на р. Росица.

### Растителност
Естествена горска и горско-храстова растителност. Основните дървесни видове са благун и цер, на по-влажните места се срещат липа и ясен, а на по-сухите – габър, глог, люляк и др. От крайречната растителност доминират върби, тополи и ракита (папур).

## История
Землището на Бяла черква пази следи от древността, когато тук се заселват тракийски племена, привлечени от плодородната и красива земя.
Следващите обитатели на района – римляни, славяни, прабългари и османски турци, оставят в наследство крепости, селища, манастири, антични пещи за строителна керамика, пътища, монети, оброчни плочки, накити и оръдия на труда. Оттук минавал римският път от Никополис ад Иструм (с. Никюп) за Мелта (Ловеч) и Сердика.
Първото селище – Бяла черква – възниква на по-високия десен бряг на река Росица още по време на Първата българска държава, като към началото на ХІІІ в. се намира в днешната местност Селище, разположената точно на юг от съвременната, лявобрежна, Бяла черква. През XIV в. Бяла черква достига размерите на средновековен град, който до голяма степен е разсипан при нашествието на османците. Разположеното на десния бряг на р. Росица селище е записано за пръв път в османски фискален документ през 1450 г. под името „село Бяла черква“ и по това време има население от около 60 – 70 души. Според преданието неговите жители участвали в Първото търновско въстание през 1598 г., след което турците опожарили селището. В ново време тази стара, дяснобрежна, Бяла черква започва да се означава в литературата като „Белинска“ по името на извора „Белина“, около който се развива селището преди турското нашествие. Към 1750 г. дяснобрежна Бяла черква напълно обезлюдява, като последните 4 български рода се преселват в турското селище Мурад бей кьой, разположено отсреща, на левия бряг на река Росица. Това село възниква още в края на XIV в. като поселище на турски колонисти, които са били привлечени от изключително плодородната наносна почва и близостта на реката.
Турското село Мурад бей кьой към средата на XVII в. се разраства и жителите му са принудени да наемат сезонни работници – българи от околните села – за прибиране на реколтата. За да се ориентират по-добре, българите започват да наричат помежду си село Мурад бей „Горни турчета“, за разлика от разположеното по-надолу по течението на реката турско село Омур бей, което наричали „Долни турчета“ (днес с. Стамболово). Според преданието, около 1650 г. беят на Мурад бей кьой поканил един много трудолюбив български селянин, на име Петко, да се засели постоянно в турското село и да се задоми там. Беят гарантирал за сигурността на семейството и имота му. Така Петко, наречен Келеш Петко, става първият български жител в турското село. Тази практика на заселване на първоначално сезонно работещите българи започва да се разширява и към края на XVIII в. около 1/3 от къщите вече са български. Следват поредица от епидемии, при които българите се запазват като численост, защото се спасяват от болестите, като временно се изселват на десния, горист бряг на р. Росица. Турците, напротив, считайки, че болестите са пратени от Аллах и не трябва да им се противодейства, започват много бързо да намаляват числеността си. Пак по това време, българите – католици от разположеното на север село Павликени, се изселват и голяма част от турското население на Мурад бей кьой се преселва там. Така в началото на ХІХ в. Павликени става чисто турско село, докато в Мурад бей кьой българите вземат сериозен числен превес. Те пазят спомена за старата Бяла черква, чието землище става част от землището на Мурад бей кьой. Твърде малка част от българското население на Мурад бей произхожда от старата Бяла черква, по-голямата част от жителите му идват от други околни села, най-вече с. Емен. С пораснало самочувствие и с по-големи финансови възможности българите от Мурад бей строят първата черква в района през 1832 г., първото обществено училище през 1835 г. Частно килийно обучение обаче съществува значително по-рано. Нивото на образованост е доста по-високо от средното за тогавашните български земи. Още от началото на 40-те години на ХІХ в. поне десетина българи, жители на селото, имат сериозни за времето си лични библиотеки с български книги. Жаждата за знания, за нова информация е много силна.
През 1843 г. местният даскал Драгия Ненов (по-късно приел духовното име Поп Димитър) прави препис на Паисиевата история, известен днес като „Горнотурченски“ или „Белочерковски препис“ – един от малкото напълно запазени преписи (съхранява се в НБКМ). През 1849 г., когато поп Димитър създава първия вариант на Родословието на Бяла черква, българските къщи (родове) са 107, докато турските са по-малко от 40. Процесът на нарастване на българското присъствие за сметка на турското продължава до освобождението на селото през юни 1877 г., когато и последните турски семейства панически напускат бившето вече село Мурад бей. Тази около 200-годишна демографска експанзия на българите в Бяла черква заздравява у тях убеждението, че турците могат чрез активни, макар и мирни действия, да се изтласкат от един малък район, на първо място от едно село. Така самочувствието, гордостта и в крайна сметка желанието за свободна държава на българските жители е в основата на големия принос, който дава Бяла черква през Априлското въстание. И още през 1978 г. името на селото официално е възстановено на Бяла черква. Този акт е отбелязан чрез надпис, поставен върху южната стена на паметника камбанария, издигнат със средствата на признателните белочерковци – най-характерната постройка в центъра на града.
Бяла черква е един от символите на Възраждането в България. През този период в селото настъпва подем, свързан с борбата за църковна независимост и национално освобождение.
През 1832 г. белочерковци построяват първата църква – „Свети Димитър“, а през 1866 г. е издигната нова църква, в която са вградени римски мраморни колони от античния Никополис ад Иструм и която съществува и днес.
Началото на училищното дело е поставено през 1835 г. с откриването на първото килийно училище. През 1858 г. е построена нова училищна сграда, а през 1874 г. е открито и първото в околността класно училище. През 1869 г. Бачо Киро създава в Бяла черква първото селско читалище в България „Селска любов“, а на следващата година – и първата пътуваща театрална трупа.
Белочерковци активно се включват в националноосвободителните борби. През 1872 г. тук е основан революционен комитет с председател Бачо Киро и започва усилена подготовка за въстание. През бунтовния април (по стар стил) на 1876 година 103 въстаници начело с Бачо Киро тръгват към сборния пункт в с. Мусина, където се сформира чета под ръководството на Поп Харитон, Петър Пармаков, Христо Караминков и Бачо Киро. Четата (192 души) води десетдневни (29 април – 8 май) героични сражения с турците в Дряновски манастир. През последната нощ четата организира единствената през Априлското въстание нощна атака на силно укрепена отбранителна позиция на турците. Атаката завършва неуспешно и четата се разпръсква. Озверели от своя провал да превземат манастира, турците избиват всички пленени въстаници, повечето от тях са разфасовани като в скотобойна. 75 млади мъже от Бяла черква оставят костите си сред руините на манастира. Бачо Киро успява да се спаси и да се завърне в Бяла черква, където се укрива в продължение на няколко дни. Предаден от трима свои съселяни, той е заловен и изправен пред турски съд в Търново. Обесен е на 28 май 1876 г. През същата година трима белочерковци се сражават в редиците на Ботевата чета.
На 24 юни (стар стил) 1877 г. Бяла черква посреща свободата. Започва икономически и културен подем.
В чест на 100-годишнината от Априлското въстание през 1976 година Бяла черква е призната за град.

## Население
Преброяване на населението през 2011 г.
Численост и дял на етническите групи според преброяването на населението през 2011 г.:
|                     | Численост | Дял (в %) |
| Общо                | 1882      | 100,00    |
| Българи             | 1450      | 77,04     |
| Турци               | 77        | 4,09      |
| Цигани              | 73        | 3,87      |
| Други               | 91        | 4,83      |
| Не се самоопределят | 20        | 1,06      |
| Неотговорили        | 171       | 9,08      |

## Политика
През 1895 г. учителят Никола Бакев полага основите на БСДП, а през 1897 г. Цанко Церковски учредява Младежко просветително дружество, което поставя началото на организирано земеделско движение в страната.
В Бяла черква е роден, живял и творил поетът на „селската неволя“ Цанко Бакалов Церковски – съосновател на БЗНС през 1891 г. Бяла черква е родно място и на народния трибун Райко Даскалов, министър на външните работи при управлението на Александър Стамболийски.

## Обществени институции
На територията на града са създадени:
- Сдружение „Бяла черква – история и бъдеще“
- Съвет по туризъм
- Клуб на пенсионера
- Дружество – филиал на Асоциацията на власите в България и др.
- Ловно-рибарска дружина „СОКОЛ“
- Футболен клуб „Удар“ (по-рано „Бачо Киро“) – през сезон 2009/2010 участва в „А“ ОФГ на Велико Търново
- Регионален клон „Бачо Киро“ на Национално дружество „Традиция“ – 24 октомври 2010 г.

## Забележителности

### Музеи
В селището днес функционират 5 музея:
- Градски исторически музей – наследник на първата музейна сбирка от читалището. Представени са експозиции на антични монети, предмети, документи и снимки дарени от родолюбиви българи. Първата музейна експозиция е уредена в сградата на читалището през 1966 година. През май 1976 година експозицията е подредена в нова сграда.
- Къща музей „Цанко Церковски“ – открита е през 1956 година. Експозицията е подредена в родната къща на поета Цанко Церковски. Експонатите са изложени в осем зали. Пред къщата музей е подредена градина, в която е отредено място за експонати, представящи основния поминък в селището – лозарство и земеделие.
- Къща музей „Райко Даскалов“ – открита е като действащ музей през октомври 1984 година. Експозицията е разположена в четири зали на втория етаж в къщата на Р. Даскалов и представя оригинални вещи, снимки и документи, свързани с живота и дейността на д-р Райко Даскалов.

- Природонаучен музей „Към природата с любов“ – създаден е през 1985 г. В него е подредена богата експозиция, дарение от Светлина Трифонова. Днес експозицията е разположена в пет зали на площ от 400 m² на втория етаж на бившата училищна сграда. Изключително богата сбирка от природни образци. Експонатите са подредени на екологичен принцип в следните екосистеми, образуващи разделите на музейната експозиция: Гора; Ливади и пасища; Поле; Воден басейн; Насекоми; Нежива природа.
- Единствената в региона природонаучна и природозащитна експозиция, което е ценен принос в развитието на музейното дело.
- Етнографски музей – създаден е през 2004 г. в реставрираната сграда на старото читалище през 2004 година. Той е част от проект по програма „Живо наследство“ на Фондация „Работилница за граждански инициативи“. Експозицията съдържа над 2000 оръдия на труда, облекло, съдове, накити. Показва бита на населението от региона.

### Читалище
Читалището на Бяла черква започва реалната си дейност в периода 1863 – 1865 и е сред първите десет читалища в България с непрекъсната дейност от основаването си до днес. До 1869 г. функционира без учредителна документация. През 1969 г. Бачо Киро написва устава му и започва воденето на официална „Кондика“. Следователно създаването на читалището и първите му стъпки (системно абониране за вестници, колективното им четене, събиране на средства за културни цели и пр.) става не по-късно от 1865 г. През 1869 г. тази вече дългогодишна дейност се официализира и издига на по-високо ниво, най-вече чрез настаняването му в нова, специално отредена за целта сграда, рязко разширяване на връзките и взаимоотношенията с близки и далечни селища, издаване на книги, собствен театър, който твърде бързо става пътуващ.

### Други
- Паметник камбанария към църквата „Св. Димитър“ в Бяла черква, построен през 1878 г., е сред първите паметници в България в чест на Освобождението. На 6 юли (24 юни стар стил) 1877 г. предният отряд на ген. Гурко влиза в Бяла черква. Руските войски са тържествено посрещнати от населението и приветствани с вълнуващо слово от Ирина Бачо-Кирова. С дарени от руските офицери средства тя поставя началото на фонд за построяване на паметника. Висок е 25 метра. През 1929 г. на върха ѝ е монтиран часовник, доставен със средства от даскал Йоаким Василев. Този часовник и днес отмерва времето. Кулата е на първо място паметник и като вторична функция – часовникова кула.
- Църква „Свети Димитър“ – построена е през 1866 г. в центъра на селището и в непосредствена близост до първата църква в Бяла черква, въздигната още през 1832 г., но незапазена до днес. Темплото на църквата е изработено през 1875 – 1876 г. от резбарите от Калофер Иван Стрелухов и Тодор Несторов, и двамата загинали като въстаници при отбраната на Дряновския манастир. В църквата се съхранява ковчежето с костите на Бачо Киро.
- Паметник на Бачо Киро и мемориална стена с имената на 101 белочерковци, участници в четата на Бачо Киро и поп Харитон и в отбраната на Дряновския манастир. Освен тях, трима белочерковци участват в четата на Христо Ботев.
- Паметник в местността „Черничака“ – сборно място на Белочерковската чета, водена от Бачо Киро, от където 101 белочерковски въстаници тръгват за Дряновския манастир, като по пътя към тях се присъединяват и четници от други съседни селища. По този начин се формира известната „Чета на Бачо Киро и поп Харитон“, която води в Дряновския манастир най-дългата битка с неприятеля по време на Априлското въстание – почти 10-дневни тежки сражения.
- Паметник на мястото, където е заловен Бачо Киро от турците. На този паметник са изписани прощалните слова на революционера.
- Дъб с кръст („Комитският дъб“), намиращ се северно от Бяла черква, където през май 1867 г. спира за почивка четата на Филип Тотю. Под това дърво Филип Тотю поръчва по белочерковеца Георги Калчев необходимите за четата храна и медикаменти, които са доставени от друг белочерковец – Васил Петков. През 2002 г. силна гръмотевична буря унищожава вековното дърво. Днес кръстът се издига до младо дъбово дръвче, израснало на същото място.
- Кръст с мраморна плоча, поставен в памет на четата на Хаджи Димитър и Стефан Караджа, която през 1868 г. преминава непосредствено до Бяла черква на път за Балкана.
- Мемориален комплекс със скулптура в цял ръст на Цанко Церковски (от скулптора Иван Блажев), издигнати на неговия гроб в местността „Славееви гори“.
- Паметник в чест на освобождението на Бяла черква, издигнат на мястото, където белочерковци организирано посрещат руските войски на 6 юли 1977 г. (н. ст.) При посрещането дъщерята на Бачо Киро и учителка в местното девическо училище Ирина Бачокирова произнася прочувствено слово.
- Паметник на Свободата в центъра на Бяла черква, посветен на загиналите белочерковци в Априлското въстание и във войните през 1885, 1912 – 1913 и 1915 – 1918 г. Изработен от полиран гранит. Осветен през 1933 г.
- В центъра на Бяла черква могат да се видят следните бюстове-паметници: на Бачо Киро, на Цанко Церковски, на Райко Даскалов и на Атанас Неделчев.
- Около 95 паметни мраморни плочи, поставени на местата, където са били къщите на участниците в Априлското въстание от Бяла черква, а също на сградата на читалището и черквата.

## Редовни събития
- Трифон Зарезан – провежда се ежегодно на 14 февруари.
- Заговезни – отбелязва се всяка година на църковния празник Сирни заговезни. Провежда се традиционен Парад на маските с награди.
- 11 май – официален празник на града.
- Димитровден – храмов празник на църквата „Св. Димитър“. Чества се на 26 октомври.

## Личности
Родени в Бяла черква
- Александър Бурмов (1911 – 1965), професор-историк, пръв ректор на Великотърновския университет
- Бачо Киро (1835 – 1876), учител, революционер, книжовник, историк, читалищен деец и фолклорист
- Георги Петров (р. 1929 г. ), професор по икономика, обявен за икономист на годината през 1990 г.
- Димитър Атанасов Кяфов, български революционер от ВМОРО, четник на Иван Наумов Алябака[5]
- Драгия Ненов (поп Димитър) (1826 – 1863), учител, свещеник, преписва Паисиевата история, създава Родословието на Бяла черква
- Евгени Зидаров (1920 – 1981), архитект
- Йордан Хаджиев (1933 – 2019), писател
- свещ. Петко Франгов (1855 – 1931), летописец на Дряновската епопея, общественик, писател, драматург
- Пламен Дончев (р. 1938 г.), актьор, най-известна роля – Малък Петко в тв сериала „Капитан Петко Войвода“
- Райко Даскалов (1886 – 1923), политик
- Харитон Куев (1878 – 1940), депутат в V ВНС (1911), кмет на Пловдив (1919)
- Цанко Церковски (1869 – 1926), писател, поет, общественик, деец на БЗНС, министър (1919 – 1922)
- Илия Иванов (1911 – 1958), оперен режисьор, работил в Софийската опера през 40-те и 50-те години на миналия век.
- Проф. дсн Иван Панайотов – агроном, селекционер по пшеницата (починал 22.02.2024 г. )

- Харитон Куев
- Йордан Хаджиев
- Бачо Киро
- Райко Даскалов
- Александър Бурмов